# Terry Jones
Terry Jones, właśc. Terence Graham Parry Jones (ur. 1 lutego 1942 w Colwyn Bay w Walii, zm. 21 stycznia 2020 w Londynie) – walijjski aktor komediowy, reżyser, członek grupy Monty Python, pisarz.
22 października 2006 w gazecie Daily Mirror ukazała się informacja, iż Terry Jones cierpi na raka jelita grubego. Trzy dni później ta sama gazeta podała, że operacja Jonesa się powiodła.

## Twórczość
Oprócz pisania razem z Michaelem Palinem, gdy okazało się, że jest taka potrzeba, poświęcił się reżyserii pełnometrażowych filmów Monty Pythona – Monty Python i Święty Graal, Żywot Briana i Sens życia według Monty Pythona.
Poza grupą Monty Pythona stworzył wraz z Palinem serial komediowy Ripping Yarns (Klawe opowieści/Nie ma mitu bez kitu) oraz wyreżyserował kilka filmów z udziałem niektórych Pythonów.
W późniejszym okresie był prezenterem cykli historycznych dokumentów The Crusades („Wyprawy krzyżowe”), Ancient Inventions („Wynalazki stare jak świat”), Medieval Lives („Mieszkańcy Średniowiecza”) oraz Gladiators: the brutal truth („Gladiatorzy – brutalna prawda”).
Napisał też powieść „Krążownik «Titanic» Douglasa Adamsa”, która rozwija jeden z wątków poruszonych w sadze „Autostopem przez galaktykę”.

## Filmografia

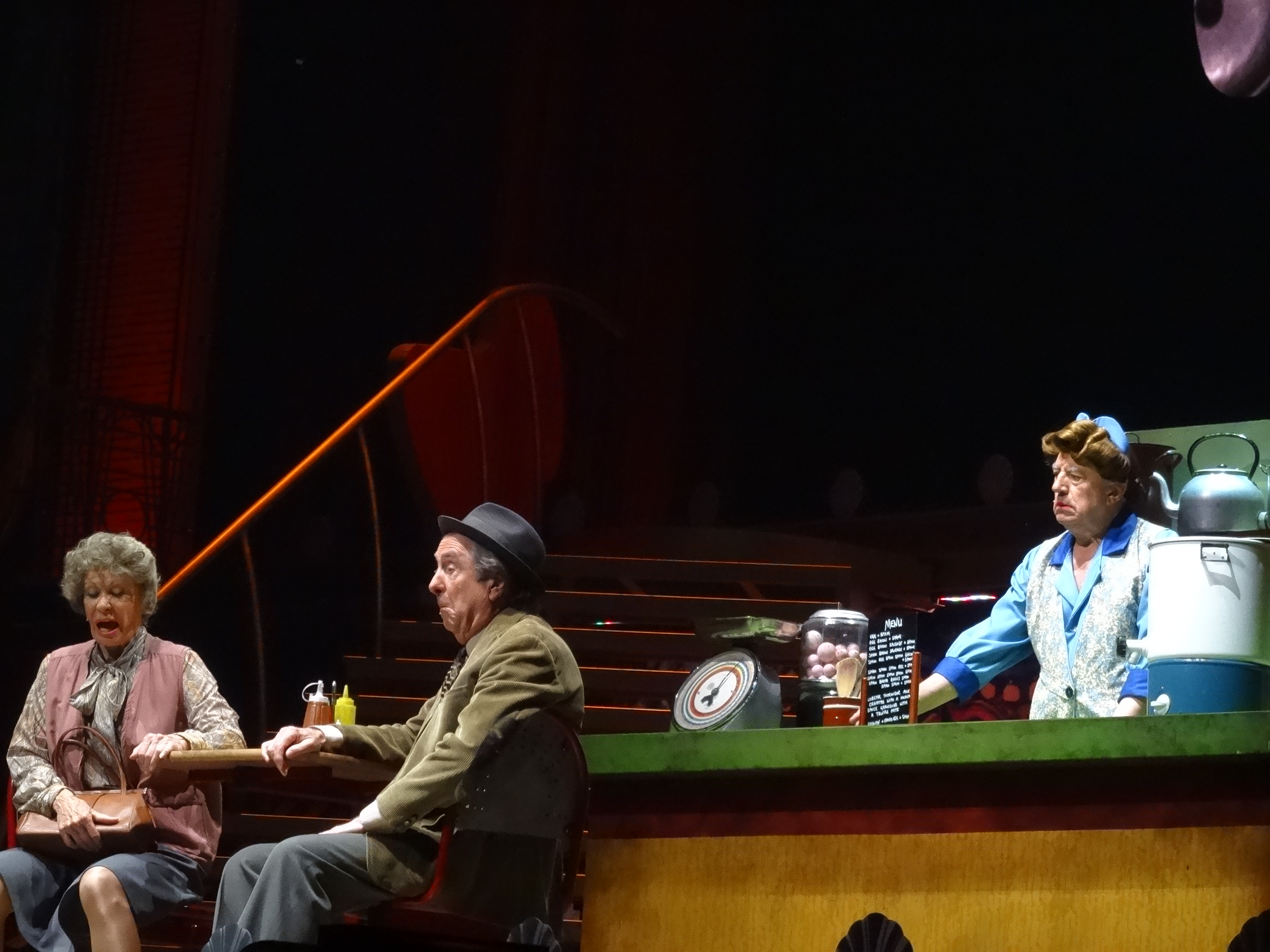
Jones (po prawej, za ladą) w roli bufetowej w skeczu Monty Pythona

### Reżyseria
- 1975 – Monty Python and the Holy Grail (Monty Python i Święty Graal) (współreżyseria z Terrym Gilliamem)
- 1979 – Life of Brian (Żywot Briana)
- 1983 – Monty Python’s The Meaning of Life (Sens życia według Monty Pythona)
- 1987 – Personal Services (Pełny zakres usług)
- 1989 – Erik the Viking (Eryk wiking)
- 1992 – The Young Indiana Jones Chronicles (Kroniki młodego Indiany Jonesa) – serial TV (odcinek „Barcelona, Maj 1917”)
- 1996 – The Wind in the Willows (O czym szumią wierzby)
- 1999 – Python Night on BBC2 (Noc Pythona na BBC2) (reżyseria nowych skeczy)
- 2003 – Education Tips No. 41: Choosing a Really Expensive School (film krótkometrażowy)
- 2010 – The Inheritance (film krótkometrażowy)
- 2013 – Boom Bust Boom (film dokumentalny)
- 2014 – Absolutely Anything (Czego dusza zapragnie)

### Aktor
Terry Jones wystąpił we wszystkich filmach i programach Monty Pythona.
Ponadto zagrał w następujących filmach pełnometrażowych:
- 1977 – Jabberwocky (Jabberwocky) ...jako kłusownik
- 1989 – Erik the Viking (Eryk wiking) ...jako król Arnulf
- 1996 – The Wind in the Willows (O czym szumią wierzby) ...jako pan Ropuch
- 1998 – Magdalen ...jako pan Jones
- 1999 – Le Créateur (Stwórca) ...jako Bóg
- 2003 – Green Card Fever ...jako klient B

oraz w następujących produkcjach telewizyjnych:
- 1967 – Twice a Fortnight – serial TV ...różne role
- 1967–1969 – Do Not Adjust Your Set (Prosimy nie regulować odbiorników) – serial TV ...różne role
- 1968 – Broaden Your Mind – serial TV ...różne role
- 1969 – Complete and Utter History of Britain (Kompletna historia Wielkiej Brytanii) – serial TV ...różne role
- 1976 – Ripping Yarns (Klawe opowieści/Nie ma mitu bez kitu) – serial TV ...jako pan Ellis
- 1976 – Pleasure at Her Majesty’s – film TV ...różne role
- 1980 – Peter Cook & Co. (Peter Cook i spółka) – TV ...różne role
- 1984 – The Young Ones – serial TV ...jako pijany wikary (gościnnie)
- 1992 – The Young Indiana Jones Chronicles (Kroniki młodego Indiany Jonesa) – serial TV ...jako Marcello (gościnnie)
- 1993 – Jackanory – serial TV (gościnnie)
- 2000 – The Boy in Darkness (Chłopiec w ciemności) – film TV

### Scenariusz
Terry Jones był współscenarzystą wszystkich filmów i programów Monty Pythona.
Ponadto był autorem scenariuszy następujących filmów pełnometrażowych:
- 1986 – Labyrinth (Labirynt)
- 1988 – Consuming Passions (Czekoladowy sekret) (autor sztuki „Secrets”, na podstawie której powstał scenariusz)
- 1989 – Erik the Viking (Eryk Wiking)
- 1996 – The Wind in the Willows (O czym szumią wierzby)

Był także scenarzystą (lub współscenarzystą) produkcji telewizyjnych:
- 1966 – The Frost Report (Raport Frosta) – serial TV
- 1966 – The Late Show – serial TV
- 1967 – Twice a Fortnight – serial TV
- 1967 – Do Not Adjust Your Set (Prosimy nie regulować odbiorników) – serial TV
- 1968 – Marty – serial TV
- 1968 – Horne A’Plenty – serial TV
- 1968 – Broaden Your Mind – serial TV
- 1969 – Complete and Utter History of Britain (Kompletna historia Wielkiej Brytanii) – serial TV
- 1970 – Marty Amok – program TV
- 1971 – The Two Ronnies (Dwóch Ronnich) – serial TV
- 1973 – Secrets (Sekrety) – teatr TV
- 1973 – Black and Blue (Czerń i błękit) – serial TV
- 1976 – Ripping Yarns (Klawe opowieści / Nie ma mitu bez kitu) – serial TV
- 1992 – Blazing Dragons – serial TV
- 1995 – The Crusades (Wyprawy krzyżowe) – miniserial TV
- 2004 – Medieval Lives (Mieszkańcy średniowiecza) – miniserial TV